# Wowy
Nguyễn Ngọc Minh Huy (sinh ngày 27 tháng 9 năm 1988), thường được biết đến với nghệ danh Wowy, là một nam rapper kiêm nhạc sĩ sáng tác ca khúc người Việt Nam.
Anh là một trong những rapper tiên phong ở miền Nam khi bắt đầu hoạt động trong nhóm rap SouthGanZ vào năm 2006. Kể từ sau năm 2010, Wowy tiếp tục hoạt động độc lập.

## Cuộc đời và sự nghiệp
Wowy sinh ra và lớn lên trong một gia đình nghèo ở Quận 5, Thành phố Hồ Chí Minh.
Wowy tiếp cận hip hop từ rất sớm và đã dự thi các sự kiện, hoạt động văn hóa đường phố khác như breakdance, vẽ graffiti trước khi đến với rap. Một số tác phẩm graffiti của anh đã từng được triển lãm ở Việt Nam, Thượng Hải, Singapore... Anh tham gia nhóm SouthGanz rồi sau đó bắt đầu ra solo năm 2008.
Năm 2010, tên tuổi anh bắt đầu được chú ý khi kết hợp cùng Karik ra mắt hai video âm nhạc "Hai Thế Giới" và "Khu Tao Sống". Sau khi Karik tách ra để chuyển sang dòng nhạc chính thống, Wowy đã thực hiện nhiều dự án nghệ thuật mà tiêu biểu nhất là dự án lưu diễn nhạc rap kết hợp nghệ thuật siêu thực LIVE! Đây cũng là thời điểm Wowy giới thiệu ca khúc rap được yêu thích nhất "Buddha/Một Điếu" gắn liền với tên tuổi của anh cùng với biệt danh Lão Đại.
Năm 2013, Wowy được Trung tâm Làng Văn mời cộng tác. Tuy nhiên, do Làng Văn ngừng sản xuất nhạc nên hai bên đã chấm dứt hợp đồng vào năm 2015. Wowy trở lại hoạt động âm nhạc độc lập bằng việc ra mắt album Lão Đại và đĩa đơn Kẻ Tội Đồ.
Năm 2014, Wowy đoạt giải thưởng Diễn viên Xuất sắc nhất cho thể loại phim khoa học viễn tưởng trong cuộc thi do Western Digital tổ chức.
Năm 2016, anh thành lập công ty Trách nhiệm hữu hạn Wowy Việt Nam (Wowy Vietnam Co.,LTD), hoạt động trong lĩnh vực sáng tác, nghệ thuật và giải trí.
Năm 2017, anh sáng tác nhạc nền "Mặt Sẹo" cho phim điện ảnh Chí Phèo Ngoại Truyện. Đến cuối năm, anh thông báo mình là rapper Việt Nam đầu tiên có nhạc được sử dụng trong phim truyền hình HBO Mỹ (Here and Now).
Năm 2018, Wowy làm giám khảo cuộc thi Ayo Rap Battle do VTV tổ chức.
Năm 2019, anh sáng tác nhạc nền và đóng một vai phản diện trong phim điện ảnh Ròm – đoạt giải phim hay nhất trong hạng mục New Currents của Liên hoan phim quốc tế Busan. Ngoài ra, ca khúc chủ đề phim "Chạy" do Wowy sáng tác được xem là nguồn cảm hứng của đạo diễn khi viết kịch bản phim.
Năm 2020, anh tham gia chương trình truyền hình Rap Việt với tư cách huấn luyện viên và đưa thí sinh Dế Choắt trở thành Quán Quân mùa đầu tiên. Cũng trong năm này, ca khúc "Thiên Đàng" của Wowy xuất hiện lần đầu tiên trong buổi trình diễn thời trang của ELLE Fashion Show, đứng Top 1 Youtube Music Trending tại Việt Nam, Top 1 bảng xếp hạng Zing Music và đoạt giải thưởng Ca khúc rap/hip hop được yêu thích tại Zing Music Awards 2020.
Năm 2021, Wowy tiếp tục làm huấn luyện viên Rap Việt và đưa thí sinh Blacka trở thành Á Quân Rap Việt mùa 2.
Năm 2022, ca khúc "Bén" của Wowy được chọn làm nhạc phim chính thức của phim điện ảnh 1990.

## Danh sách đĩa nhạc

### Album
| Tên          | Chi tiết album                                                                             |
| ------------ | ------------------------------------------------------------------------------------------ |
| Lão Đại      | - Phát hành: 18 tháng 12 năm 2014 - Nhãn: Làng Văn (DCDLV005) - Định dạng: Tải kỹ thuật số |
| Khu Tao Sống | - Phát hành: 5 tháng 10 năm 2018 - Nhãn: Wowy Vietnam Co.,LTD - Định dạng: Tải kỹ thuật số |

### Đĩa đơn
- "Một điếu" (2012)
- "Đêm tàn" (2013)
- "Kẻ tội đồ" (2015)
- "Mặt sẹo" (feat Khánh JTA, 2017)
- "Tiền" (feat SMO, 2018)
- "Chạy" (feat LD, 2020)

### Video âm nhạc
- Sài Gòn Đẹp Lắm (feat Thái Việt G & Nah, 2012)
- Hai Thế Giới (feat Karik, 2012)
- Người Số 1 (feat Karik,2012)
- Khu Tao Sống (feat Karik, 2010)
- Do Tao Làm (2014)
- Emmmmm (feat Nam Hương, 2016)
- Tiền (feat SMO, 2018)
- Cho Tao Đi (feat YANBI, 2020)
- Có Cố Gắng Có Thành Công (2020)
- Thiên Đàng (feat JOLIPOLI, 2020)
- Sống Gắt (feat Dế Choắt (DC), 2021)
- Brothers (2021)
- Hướng Dương (2021)
- Tết Real Khum (feat MCK & hnhngan & Masew, 2022)
- Bén (2022)
- Khu Tôi Không Sống (feat Thịnh Suy, 2022)
- Đôi Mi Em Đang U Sầu (feat Đông Nhi, 2022)
- Tia Sáng Cuối Cùng (feat NSND Bạch Tuyết, 2023)

## Phim đã tham gia
- Ròm (2019)